# JSC Kuznetsov
JSC Kuznetsov (tiếng Nga: ПАО «Кузнецов») là một trong những nhà sản xuất động cơ máy bay lớn của Nga, ngoài ra JSC Kuznetsov cũng phát triển và chế tạo động cơ tên lửa nhiên liệu lỏng cũng như động cơ tua bin khí và trạm module.
Công ty cổ phần JSC Kuznetsov được hình thành từ việc sáp nhập các công ty động cơ có trụ sở ở Samara, bao gồm JSC N.D. Kuznetsov SNTK, JSC Samara Design Bureau of Machine Building và JSC NPO Povolzhskiy AviTI.

## Lịch sử
Công ty được thành lập vào năm 1912 tại Moskva, là nhà máy chuyên lắp ráp động cơ máy bay cho công ty Gnome et Rhône của Pháp. Vào năm 1925 nó đổi tên thành Nhà máy Frunze số 24, đặt theo tên của lãnh đạo Bolshevik Mikhail Frunze. Nhà máy hàng không sau đó được sơ tán đến Samara vào năm 1941.
Samara Frunze Engine-Building Production Association là một trong những tổ hợp sản xuất động cơ hàng không vũ trụ chính ở Nga, với sáu nhà máy và 25.000 nhân viên vào đầu những năm 1990. Nhà máy đã sản xuất động cơ phản lực và động cơ tuốc bin cánh quạt cho quân sự và dân sự, bao gồm máy bay ném bom Tu-160 Blackjack và Tu-22M Backfire và máy bay chở khách Tu-154. Động cơ NK-12M được sản xuất tại Nhà máy hàng không Frunze là một trong những động cơ phản lực cánh quạt mạnh nhất thế giới. Samara Frunze cũng sản xuất động cơ cho tàu vũ trụ Salyut và cho trạm vũ trụ Hòa Bình.
Công ty được tái thành lập với tên gọi Motorostroitel vào năm 1994, và vẫn giữ cái tên này cho tới năm 2010, khi nó sáp nhập với các nhà máy chế tạo động cơ của thành phố Samara đang trên bờ vực bị phá sản. Sau khi sáp nhập công ty đổi tên thành JSC Kuznetsov theo tên Phòng thiết kế động cơ Kuznetsov.

## Các sản phẩm
Hiện nay sản phẩm chính của JSC Kuznetsov bao gồm động cơ tên lửa NK-33, động cơ hàng không Kuznetsov NK-32 cho máy bay ném bom Tu-160 và Tu-144 và động cơ công nghiệp NK-37ST. Năm 2016 công ty JSC Kuznetsov đã tuyên bố công ty có kế hoạch sản xuất động cơ NK-32 hiện đại hóa vào cuối năm.
Động cơ hàng không
Viện thiết kế Kuznetsov nổi tiếng nhờ động cơ tuốc bin cánh quạt Kuznetsov NK-12 sử dụng trên máy bay ném bom Tupolev Tu-95 từ năm 1952, đây là động cơ được phát triển từ động cơ Junkers 0022. Động cơ mới có công suất 15.000 mã lực (11,2 megawatts), bỏ xa các động cơ tuốc bin cánh quạt của phương Tây thời bấy giờ, loại động cơ này cũng được trang bị trên máy bay vận tải Antonov An-22 của Không quân Liên Xô.
Kuznetsov cũng sản xuất động cơ tuốc bin phản lực cánh quạt Kuznetsov NK-8 có lực đẩy 90 kN (20.000 lbf) sử dụng trên máy bay chở khách Ilyushin Il-62 và Tupolev Tu-154. Động cơ này sau đó được nâng cấp để tạo ra động cơ Kuznetsov NK-86 có lực đẩy 125 kN (28.000 lbf) sử dụng trên máy bay Ilyushin Il-86. Viện thiết kế Kuznetsov cũng thiết kế động cơ tuốc bin phản lực cánh quạt đốt sau Kuznetsov NK-144. Động cơ này được trang bị cho máy bay chở khách siêu âm Tupolev Tu-144.
Ngoài ra, viện thiết kế Kuznetsov còn phát triển động cơ tuốc bin phản lực cánh quạt Kuznetsov NK-87 sử dụng trên máy bay ekranoplan lớp Lun. (Chỉ một chiếc được chế tạo.)
Động cơ hàng không mạnh nhất do Kuznetsov sản xuất là Kuznetsov NK-321 sử dụng trên máy bay ném bom Tupolev Tu-160 và trước đó từng sử dụng trên máy bay chở khách siêu âm Tu-144. Động cơ NK-321 tạo ra lực đẩy tối đa khoảng 245 kN (55.000 lbf) of thrust.
Những động cơ máy bay mà Kuznetsov đã sản xuất bao gồm
- Động cơ tuốc bin phản lực Kuznetsov RD-20. Sản xuất theo li xăng của động cơ BMW 003. Động cơ RD-20 sử dụng trên Mikoyan-Gurevich MiG-9.
- Động cơ tuốc bin cánh quạt Kuznetsov TV-022 (TurboVintovy TV12 TreibWerk TW 12) Sao chép từ động cơ Junkers Jumo 022 .
- Động cơ tuốc bin cánh quạt Kuznetsov TV-2.
- Động cơ tuốc bin cánh quạt Kuznetsov NK-4. Powered the early Antonov An-10 and Ilyushin Il-18.
- Động cơ tuốc bin phản lực cánh quạt đốt sau Kuznetsov NK-6. Sử dụng trên Tupolev Tu-95LL và được dự định trang bị cho Tupolev Tu-22 và máy bay trinh sát không người lái Tupolev Tu-123, nhưng không thành hiện thực.
- Động cơ tuốc bin phản lực cánh quạt Kuznetsov NK-8. Sử dụng trên máy bay Ilyushin Il-62 thế hệ đầu, A-90 Orlyonok ekranoplan và Tupolev Tu-154 phiên bản A và B.
- Động cơ tuốc bin cánh quạt quay ngược chiều nhau Kuznetsov NK-12, sử dụng trên Tupolev Tu-95, Tupolev Tu-114, Tupolev Tu-126, Antonov An-22 và A-90 Orlyonok ekranoplan. Ban đầu có định danh là TV-12, nhưng sau đó đổi tên sang NK-12 nhằm vinh danh nhà thiết kế Nikolai Kuznetsov-người đã thành lập viện thiết kế.
- Động cơ hạt nhân Kuznetsov NK-14. Sử dụng trên phiên bản máy bay thử nghiệm động cơ hạt nhân Tupolev Tu-119, một máy bay hoán cải tử Tupolev Tu-95.
- Động cơ tuốc bin cánh quạt Kuznetsov NK-16. Sử dụng trên Tupolev Tu-96.
- Động cơ tuốc bin phản lực cánh quạt đốt sau Kuznetsov NK-22, sử dụng trên Tupolev Tu-22M0, M1 và M2.
- Động cơ tuốc bin phản lực cánh quạt đốt sau Kuznetsov NK-25, phát triển từ NK-22; sử dụng trên Tupolev Tu-22M3.
- Động cơ tuốc bin cánh quạt Kuznetsov NK-26 sử dụng cho ekranoplan.
- Động cơ tuốc bin phản lực cánh quạt đốt sau Kuznetsov NK-32, sử dụng trên Tupolev Tu-160 và máy bay Tupolev Tu-144.
- Động cơ tuốc bin phản lực Kuznetsov NK-34, sử dụng trên thủy phi cơ.
- Động cơ tuốc bin phản lực cánh quạt NK-44, lực đẩy 400 kN (tối đa 450 kN)
- Động cơ tuốc bin phản lực cánh quạt Kuznetsov NK-56 Sử dụng trên Ilyushin Il-96, nhưng dự án bị hủy bỏ do Nga chọn động cơ Aviadvigatel PS-90.
- Động cơ tuốc bin phản lực cánh quạt NK-64 có lực đẩy 350 kN sử dụng cho Tu-204
- Động cơ tuốc bin phản lực cánh quạt Kuznetsov NK-65 turbofan. Sử dụng cho PAK DA
- NK-74 động cơ với lực đẩy 270 kN sử dụng để tăng tầm bay của Tu-160
- Động cơ tuốc bin phản lực cánh quạt Kuznetsov NK-86, bản nâng cấp của NK-8, sử dụng trên Ilyushin Il-86.
- Động cơ tuốc bin phản lực cánh quạt Kuznetsov NK-87, dựa trên NK-86, sử dụng trên ekranoplan lớp Lun
- Động cơ tuốc bin phản lực cánh quạt thử nghiệm Kuznetsov NK-88 sử dụng trên máy bay Tupolev Tu-155.
- Động cơ tuốc bin phản lực cánh quạt thử nghiệm Kuznetsov NK-89 sử dụng trên Tupolev Tu-156.
- Động cơ tuốc bin phản lực cánh quạt Kuznetsov NK-92
- Kuznetsov NK-93, Sử dụng trên Il-96, Tu-204, và Tu-330.
- Kuznetsov NK-114
- Kuznetsov NK-116 sử dụng trên Beriev Be-2500
- Động cơ tuốc bin phản lực cánh quạt đốt sau Kuznetsov NK-144, sử dụng trên Tupolev Tu-144 thế hệ đầu.
- Kuznetsov NK-444
- NK-256 với lực đẩy 200-220 kN
- NK-301

### Động cơ tuốc bin khí công nghiệp
JSC Kuznetsov chế tạo các động cơ tuốc bin khí cho đường ống dẫn khí đốt của Nga
- NK-12ST. Phiên bản động cơ tuốc bin cánh quạt NK-12. Bắt đầu sản xuất từ năm 1974.
- NK-16ST. Phiên bản động cơ tuốc bin phản lực cánh quạt NK-8, bắt đầu sản xuất từ năm 1982.
- NK-17ST/NK-18ST. Phiên bản nâng cấp của NK-16ST.
- NK-36ST. (25 MW) Phiên bản của động cơ phản lực cánh quạt NK-32, phát triển từ năm 1990.
- NK-37. (25 MW) một phiên bản của NK36ST
- NK-38ST. (16 MW) Phiên bản của động cơ tuốc bin cánh quạt NK-93, thử nghiệm năm 1995. Sản xuất từ năm 1998.

### Động cơ tên lửa
Năm 1959, Sergey Korolev yêu cầu viện thiết kế động cơ của Kuznetsov thiết kế động cơ tên lửa để sử dụng trên tên lửa Global Rocket 1 (GR-1), tên lửa sau đó không được đưa vào chế tạo. Kết quả là Kuznetsov đã thiết kế động cơ NK-9, một trong những động cơ chu trình đốt theo giai đoạn đầu tiên. Kuznetsov tiếp tục phát triển và đưa ra động cơ NK-15 và NK-33 vào những năm 1960s, và theo ông đó là những động cơ có hiệu suất tốt nhất từng được chế tạo. Các động cơ này dự kiến được sử dụng trên tên lửa đẩy N1 tuy nhiên cả 4 lần phóng thử nghiệm đều thất bại. Tính đến năm 2011, động cơ NK-33 từng sản xuất từ cách đây nửa thế kỷ vẫn là động cơ nhiên liệu Ôxy lỏng/Kerosene có hiệu suất cao nhất (xét theo tỉ lệ lực đẩy/trọng lượng) từng được chế tạo.
Tên lửa đẩy Antares sử dụng hai động cơ NK-33 trên tầng đẩy 1. Các động cơ NK-33 đã được Nga xuất khẩu cho Mỹ và được đổi tên thành Aerojet AJ26, cùng với các thay đổi nhỏ về phần cứng, thiết bị điện tử và có khả năng sử dụng nhiên liệu tên lửa của Mỹ.
Các động cơ tên lửa do Kuznetsov thiết kế gồm
- Động cơ nhiên liệu RP-1/LOX: NK-9, NK-15, NK-19, NK-21, NK-33, NK-39, NK-43
- Động cơ RD-107A sử dụng trên tên lửa đẩy phụ của dòng tên lửa R-7 gồm Soyuz-FG và Soyuz-2.[9]
- Động cơ RD-108A sử dụng trên tầng đẩy trung tâm của Soyuz-FG và Soyuz-2 .[9]

## Link ngoài
- Trang chủ chính thức (bằng tiếng Nga) Lưu trữ ngày 20 tháng 8 năm 2020 tại Wayback Machine